# Man on the Corner
Singles de Genesis
Keep It Dark
(1981) Paperlate
(1982)
Man on the Corner est une chanson du groupe Genesis sortie en 1981, écrite par Phil Collins. Elle figure sur l'album Abacab.
Elle a atteint la place n°41 dans l'UK Singles Chart et n°40 dans le classement US Billboard Hot 100.

## Paroles
La chanson parle d'un homme qui passe ses journées à attendre au coin d'une rue. C'est une des premières chansons de Phil Collins à propos des sans-abris, thème qu'il a abordé dans la suite de sa carrière dans Another Day in Paradise.

## Musiciens
- Phil Collins : batterie, chant
- Tony Banks : claviers
- Mike Rutherford : guitares

## Vidéo
La vidéo utilisée pour promouvoir la chanson est une capture d'une représentation sur scène avec Daryl Stuermer et Chester Thompson, filmée au Savoy Theatre de New York.

## Reprise
Daryl Stuermer, le guitariste-bassiste de Genesis en tournée depuis 1978, a enregistré la chanson sur son album Another Side of Genesis (2000) .